# Họ Rầy đầu dài
Dictyopharidae là một họ nằm trong bộ Cánh nửa trong phân Bộ Auchenorrhyncha thuộc phân thứ Bộ Fulgoromorpha. Họ này bao gồm gần 760 loài chứa trong 150 chi.